# Olympische Symbole

Die olympischen Ringe als Beispiel für ein olympisches Symbol

Olympische Symbole sind Embleme, die vom Internationalen Olympischen Komitee besonders im Zusammenhang mit den Olympischen Spielen gebraucht werden. Ihre Verwendung unterliegt besonderen rechtlichen Bestimmungen. Zu den olympischen Symbolen zählen im Besonderen:
- Olympische Ringe
- Olympisches Feuer
- Olympische Flagge
- Olympische Hymne
- Olympischer Gruß
- Olympischer Eid

Seit den Winterspielen 1968 gibt es zu Promotionszwecken offizielle olympische Maskottchen, welche im weitesten Sinne ebenfalls zu den olympischen Symbolen gezählt werden können.